# Cortinarius largus
Cortinarius largus (Elias Magnus Fries, 1838) din încrengătura Basidiomycota, în familia Cortinariaceae și de genul Cortinarius, este o ciupercă necomestibilă regional destul de frecventă, fiind un simbiont micoriza (formează micorize pe rădăcinile arborilor). O denumire populară nu este cunoscută. În România, Basarabia și Bucovina de Nord trăiește, de la câmpie la munte, solitar sau în grupuri mai mici pe sol umed și calcaros (dar cel puțin preferă solurile alcaline) în păduri de foioase și mixte, în special sub fagi, mai rar și pe lângă stejari. Timpul apariției este din (august) septembrie până în noiembrie.

## Taxonomie

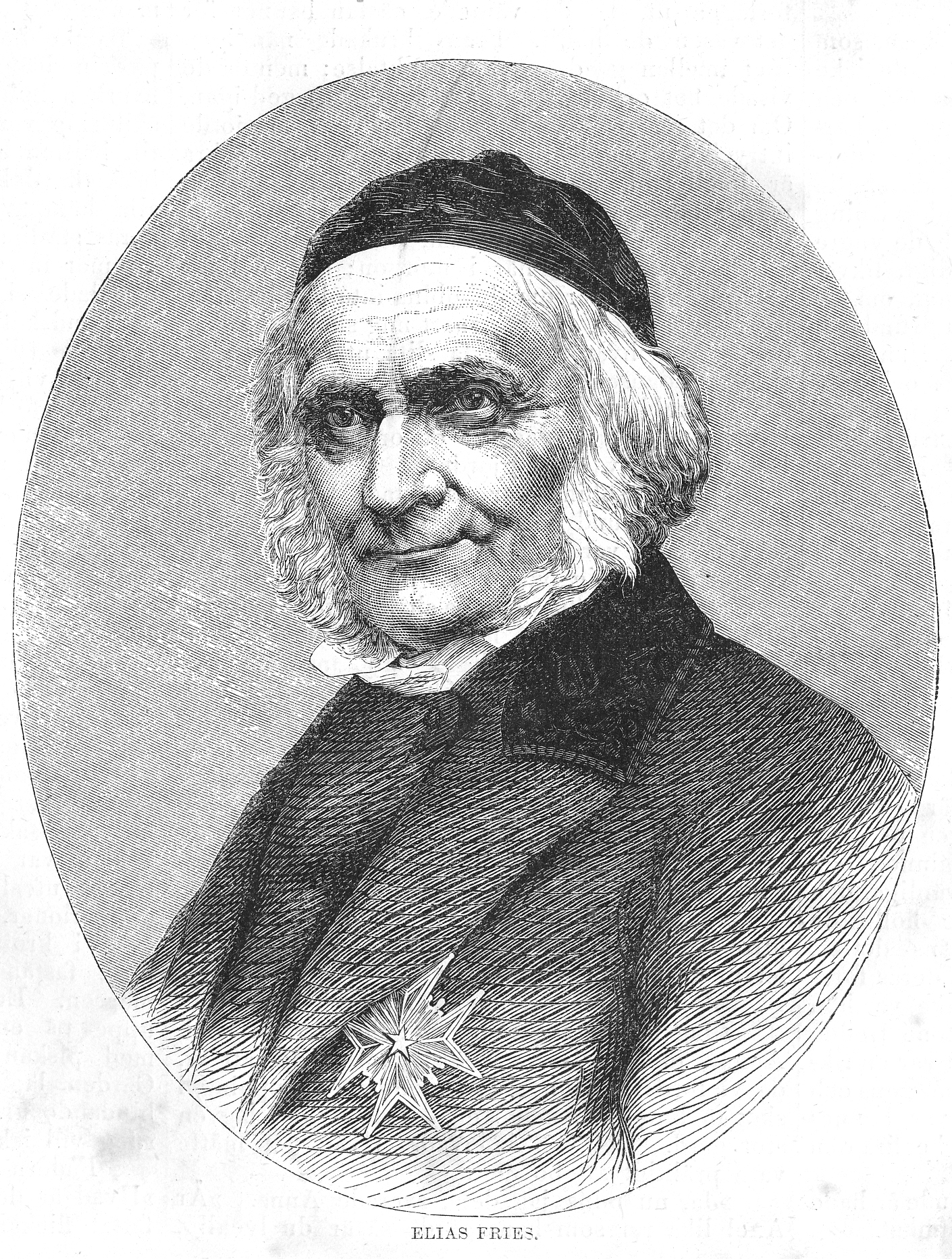
Elias Fries

Numele binomial Cortinarius percomis a fost determinat de renumitul savant Elias Magnus Fries, de verificat în cartea sa Epicrisis systematis mycologici, seu synopsis hymenomycetum din 1838, fiind și numele curent valabil (2022).
Sinonime obligatorii sunt Phlegmacium largum a botanistului german Friedrich Otto Wünsche din 1877, precum Gomphos largus a compatriotului său Otto Kuntze din 1898, ambele bazând pe descrierea lui Fries. 
Toți ceilalți taxoni sunt și ei recunoscuți drept sinonime.
Epitetul specific este derivat din adjectivul latin (latină largus, -a, -um=abundent, larg, mult), datorită aspectului destul de voluminos.

## Descriere

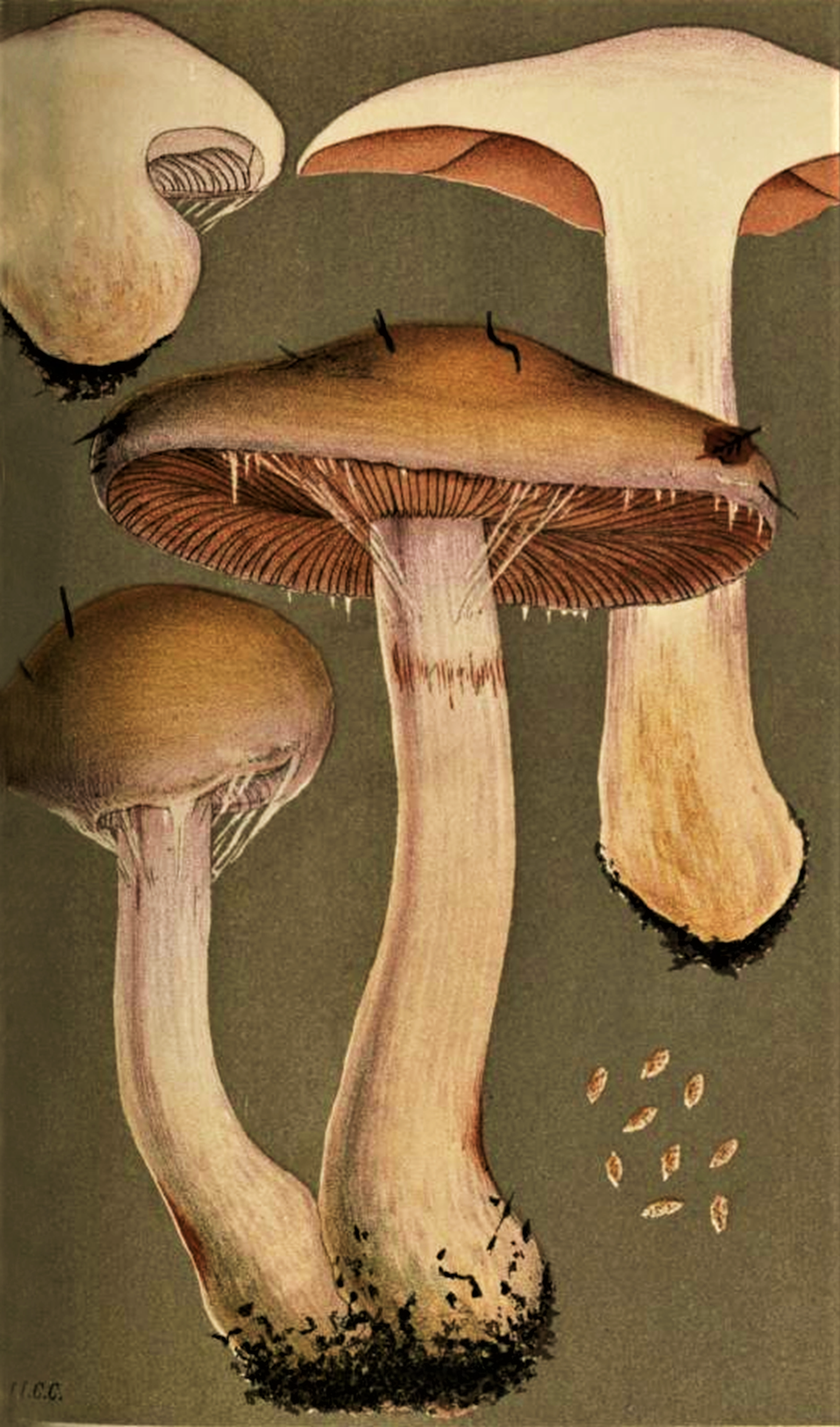
Cooke: Cortinarius largus

- Pălăria: cărnoasă și compactă are un diametru între 5-15 (17) cm, este la început boltită emisferic cu marginea răsucită spre interior, apoi convexă,  aplatizându-se cu timpul numai puțin. Cuticula netedă este pe vreme uscată mătăsoasă și ușor încarnată fibros, dar la umezeală slinoasă, adesea mucoasă (cauza pentru ce a fost asociată subgenului Phlegmatium). Coloritul este la început complet palid violet, decolorându-se foarte repede brun-liliachiu, brun-violet, mai târziu brun de alune, prezentând doar o margine îngustă albăstruie care în cele din urmă dispare.
- Lamelele: sunt subțiri și aglomerate, uneori chiar ceva ondulate, cu lameluțe intercalate și bifurcate, aderate slab bombat la picior, muchiile fiind slab zimțate. În tinerețe poartă între marginea pălăriei și picior fragmente ale vălului parțial în formă de cortină gri-albicioasă, formată din fibre foarte fine ca păienjeniș. Coloritul este în tinerețe destul de puternic violet până gri-violaceu, devenind cu timpul gri-brun și la bătrânețe brun de scorțișoară. La apăsare, lamelele se decolorează adesea sângeriu până brun-roșiatic.
- Piciorul: are o lungime de 5-12 (15) cm și o lățime de 1,5- 2,5 cm, este neted, grosolan, compact și plin pe dinăuntru, spre sus mai mult sau mai puțin cilindric, uneori ceva îndoit, îngroșându-se spre baza țuguiată nu rar pronunțat bulbos. Nu poartă un inel. Coloritul, inițial palid liliachiu sau albicios zonat deschis albăstrui-violet, se decolorează cu timpul murdar gri-brun până bej-brun, mereu cu o tentă de violet sau roz-violet, rămânând doar în vârful adesea brumat de culoarea anterioară. Tija se decolorează la apăsare ca lamelele.
- Carnea: cărnoasă și fermă, este albicioasă cu nuanțe deschis albăstruie până violete care sunt în tinerețea buretelui mai intense. Nu se decolorează după tăiere. Mirosul inițial imperceptibil devine cu timpul neplăcut dulcișor-pământos, gustul fiind blând.[3][4]
- Caracteristici microscopice: are spori ocru-gălbui, alungiți în formă de migdale până aproape fusiformi, verucoși pe exterior, cu o mărime de 8,7-11,6 x 4,3-6,1 microni. Pulberea lor este brun de scorțișoară. Basidiile (celulele purtătoare de spori) cilindric-clavate cu 4 sterigme fiecare măsoară 30-32 x 6,5-7,2  microni. Cistidele (elemente sterile situate în stratul himenal sau printre celulele din pielița pălăriei și a piciorului, probabil cu rol de excreție) lipsesc.[9]
- Reacții chimice: carnea se decolorează cu anilină de fenol roz-roșiatic, cu Hidroxid de potasiu secțiune-tipic maroniu cu o margine gălbuie, în alte soluții alcaline galben, iar cu guaiacol, reacția este negativă.[9][10][11]

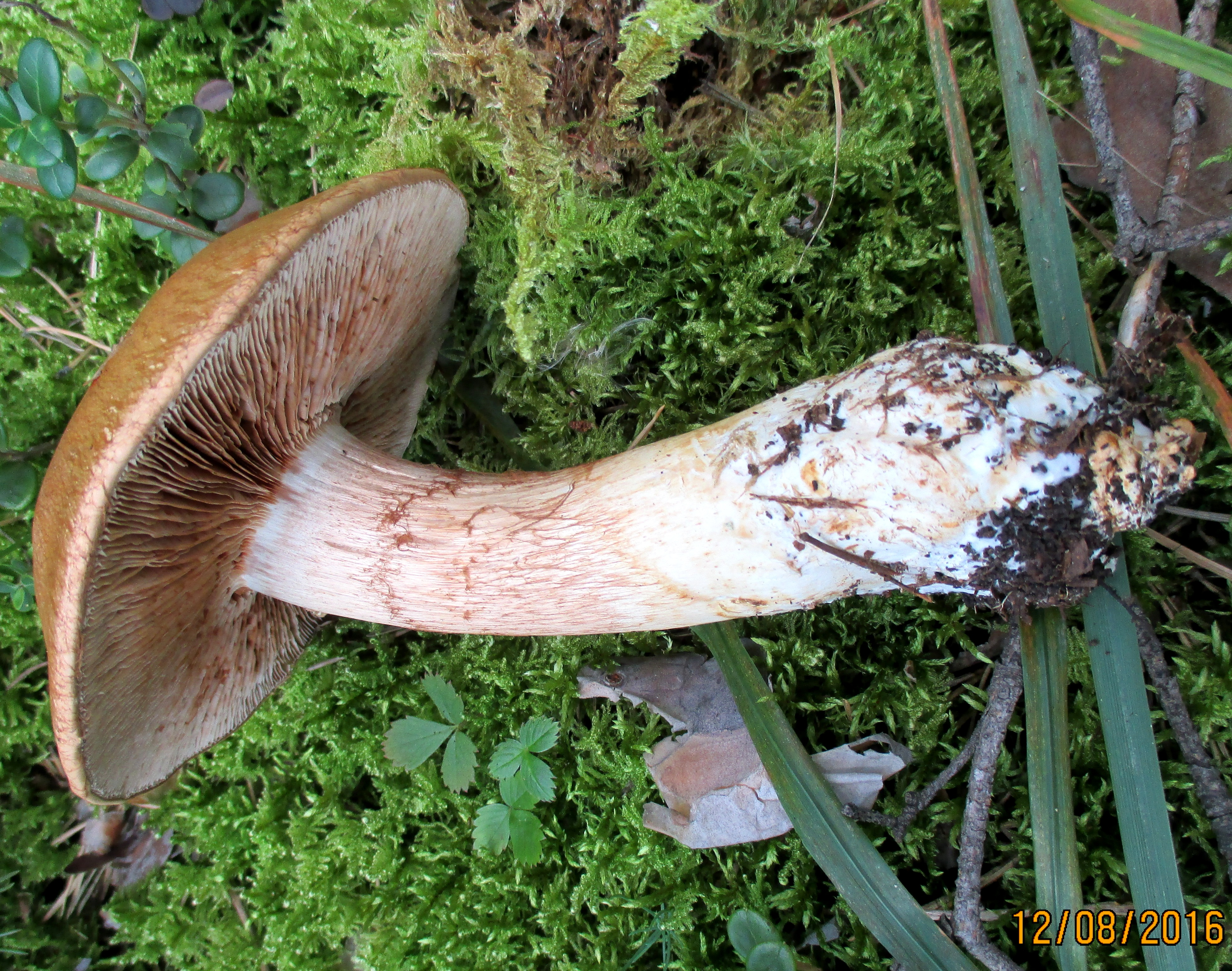
C. largus, lamele și picior
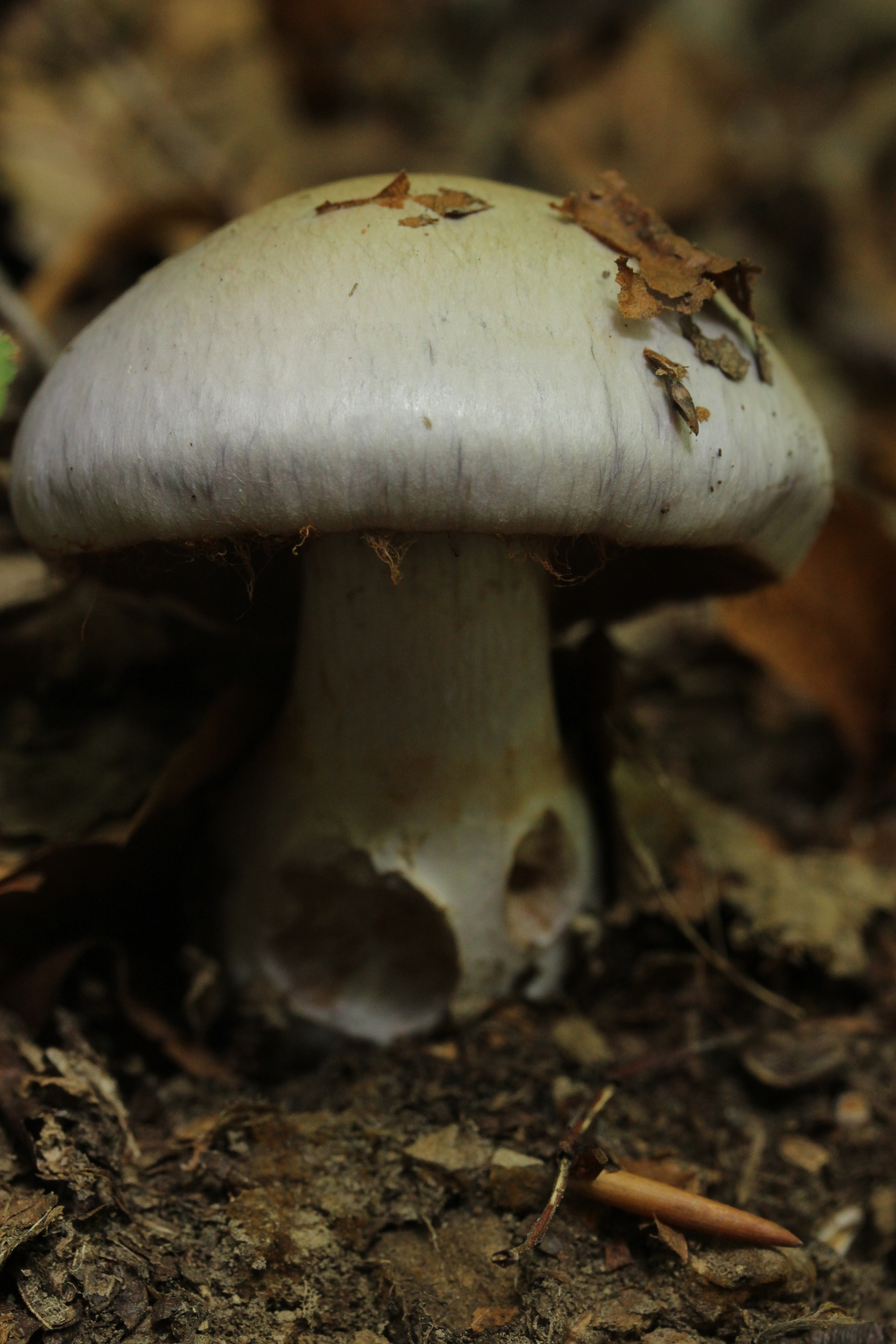
C. largus, aspect lateral
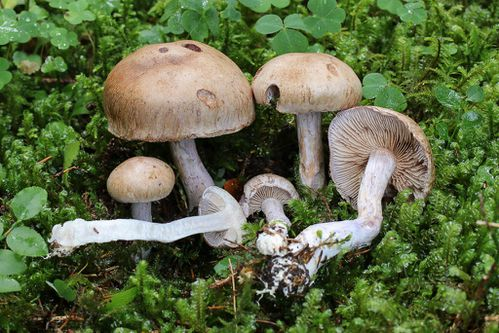
C. largus în diverse stadii de evoluție

## Confuzii
Acest burete poate fi confundat cu mai multe alte specii, ca de exemplu Cortinarius balteatus (tânăr comestibil),  Cortinarius caerulescens (necomestibil), Cortinarius callochrous (necomestibil), Cortinarius crassus (comestibil), Cortinarius delibutus (comestibil), Cortinarius elatior (comestibil), Cortinarius glaucopus (comestibil), Cortinarius illuminus, Cortinarius praestans (comestibil), Cortinarius stillatitius (comestibil, miros de miere), Cortinarius triformis (necomestibil), Cortinarius triumphans sin. Cortinarius crocolitus (comestibil), Cortinarius trivialis (necomestibil), Cortinarius turmalis (necomestibil), Cortinarius variicolor (comestibil) sau Cortinarius vibratilis (necomestibil).

## Specii asemănătoare

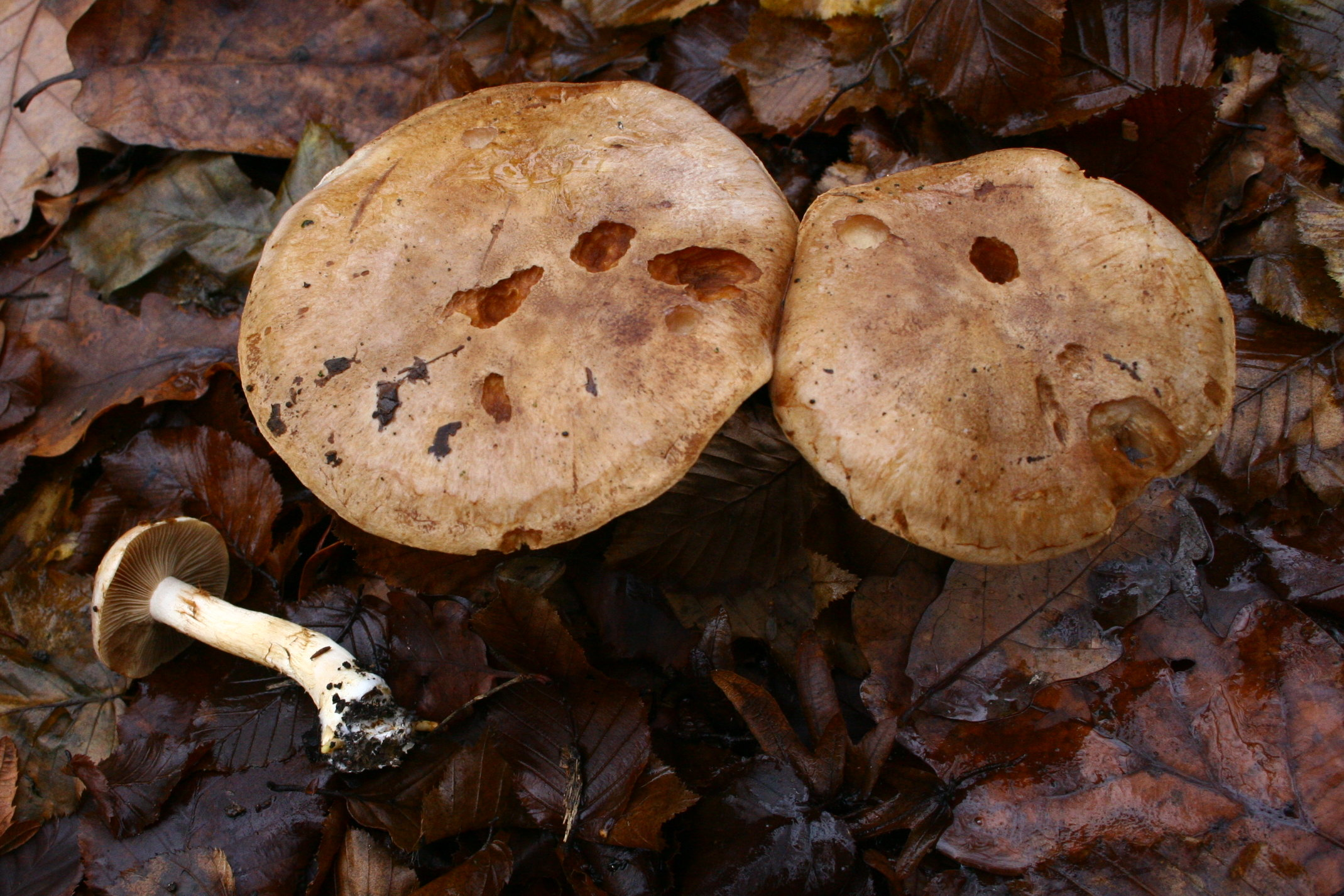
Cortinarius balteatus
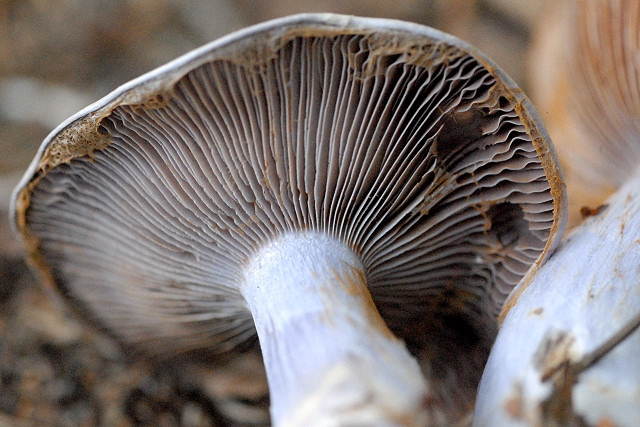
!Cortinarius.caerulescens!
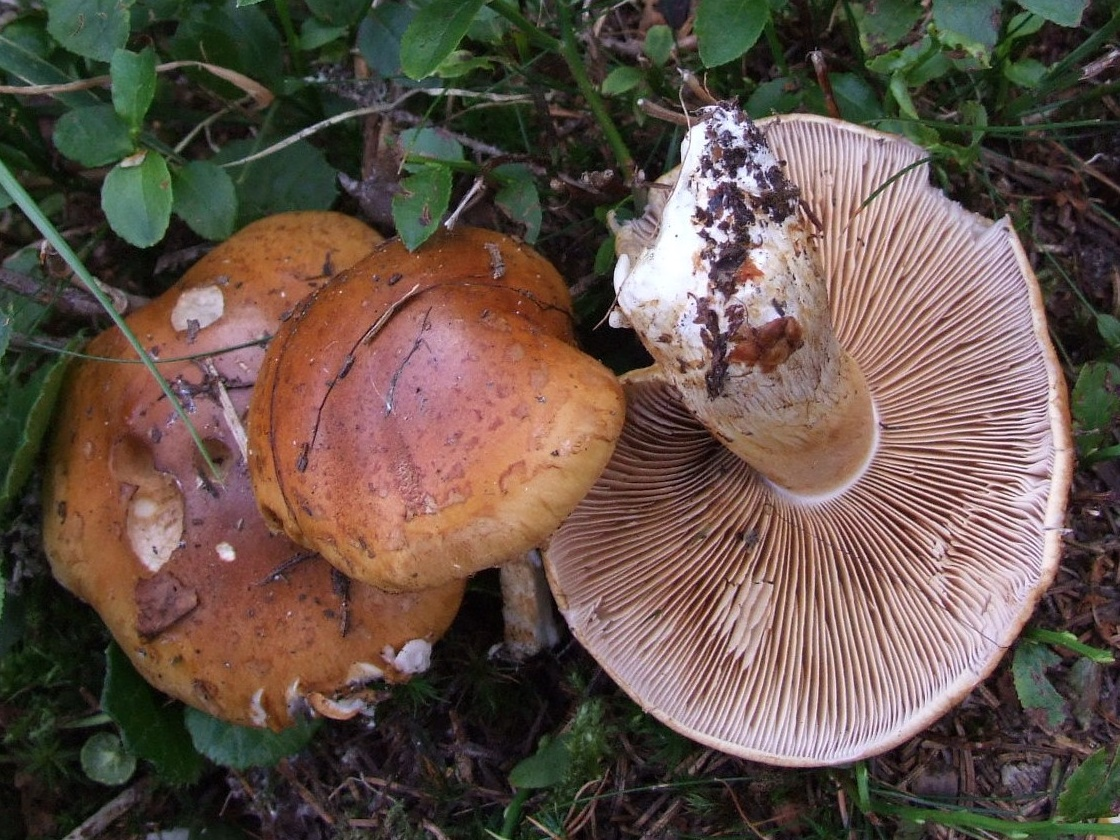
!Cortinarius callochrous!
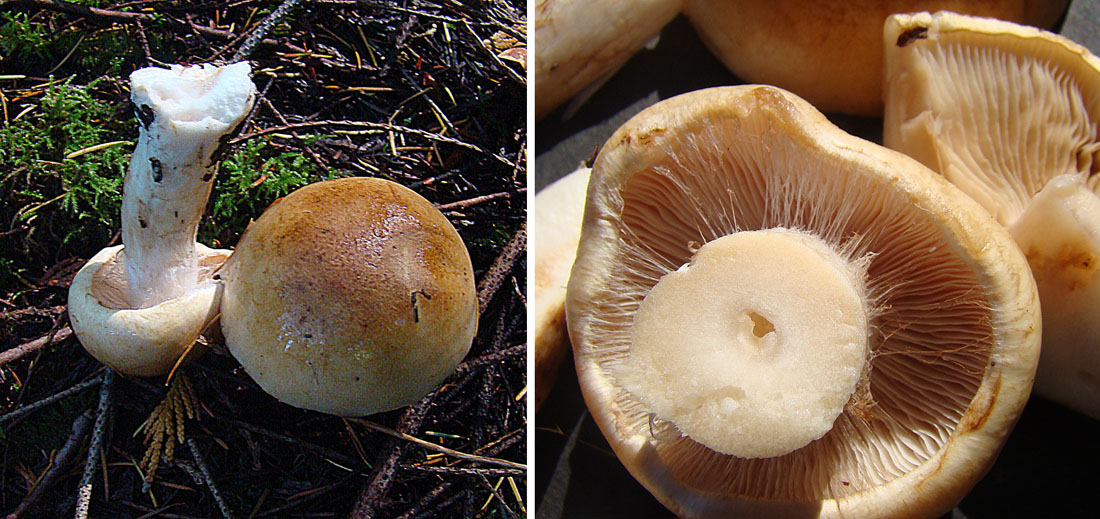
Cortinarius crassus
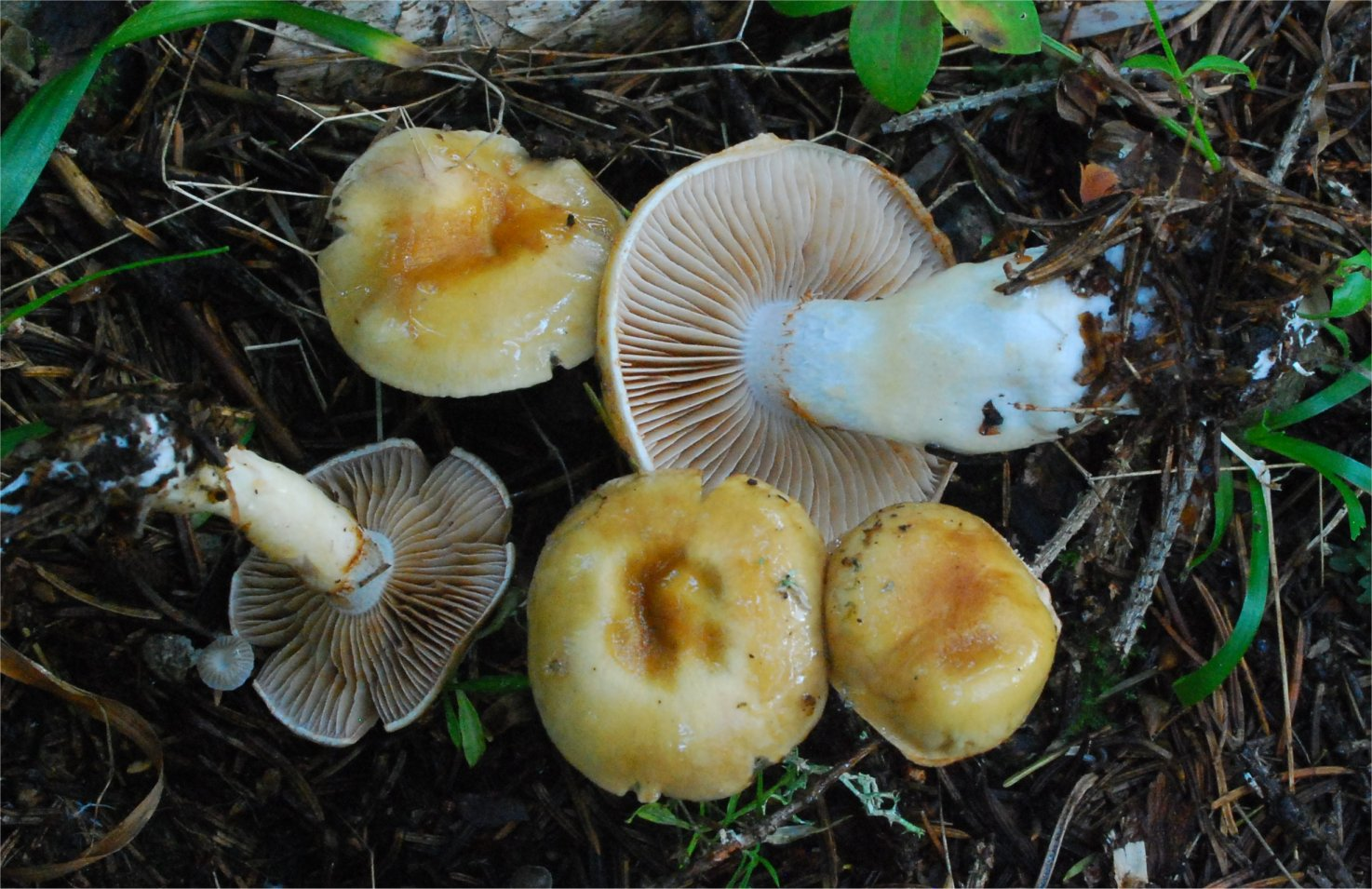
Cortinarius delibutus
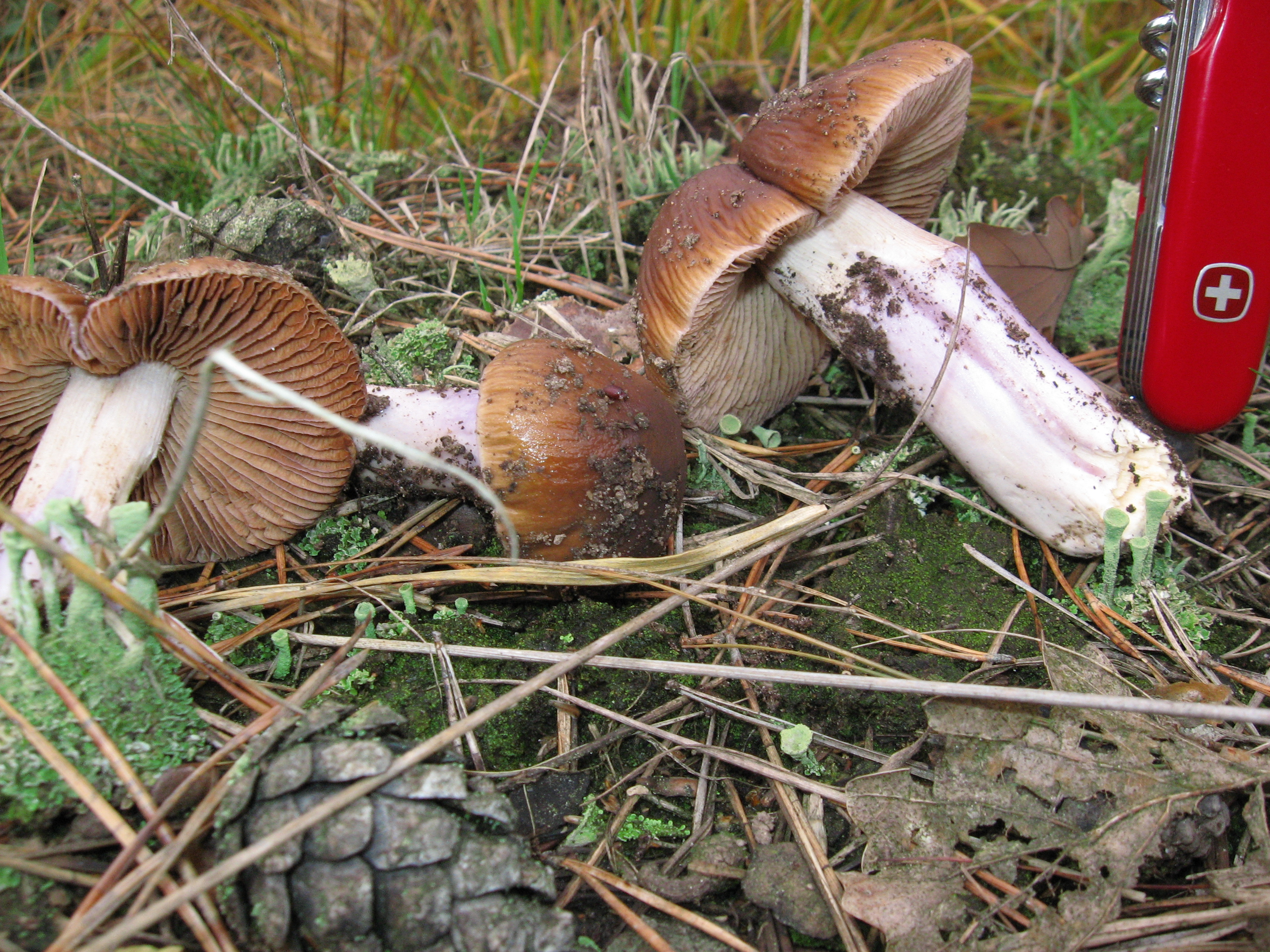
Cortinarius elatior

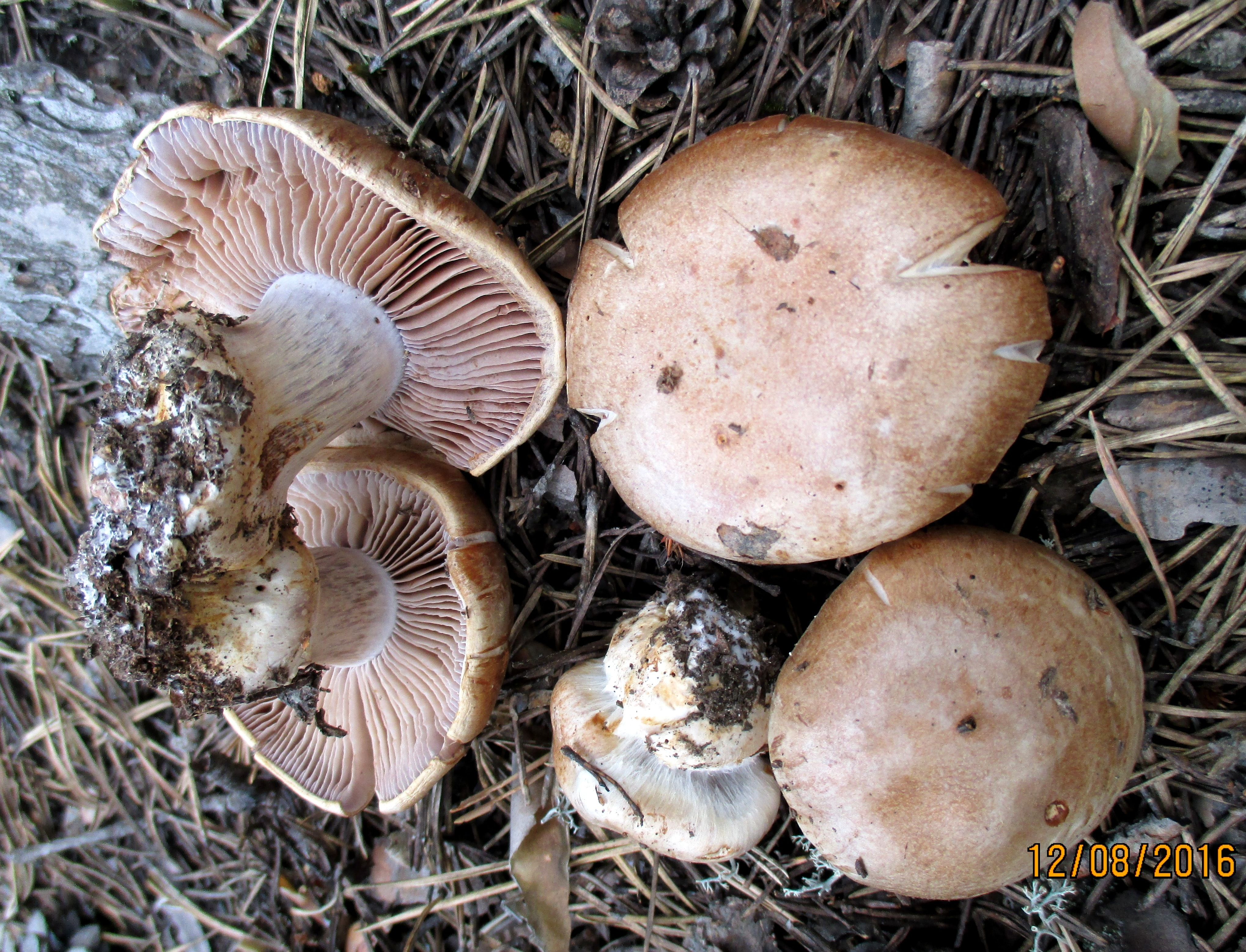
Cortinarius glaucopus
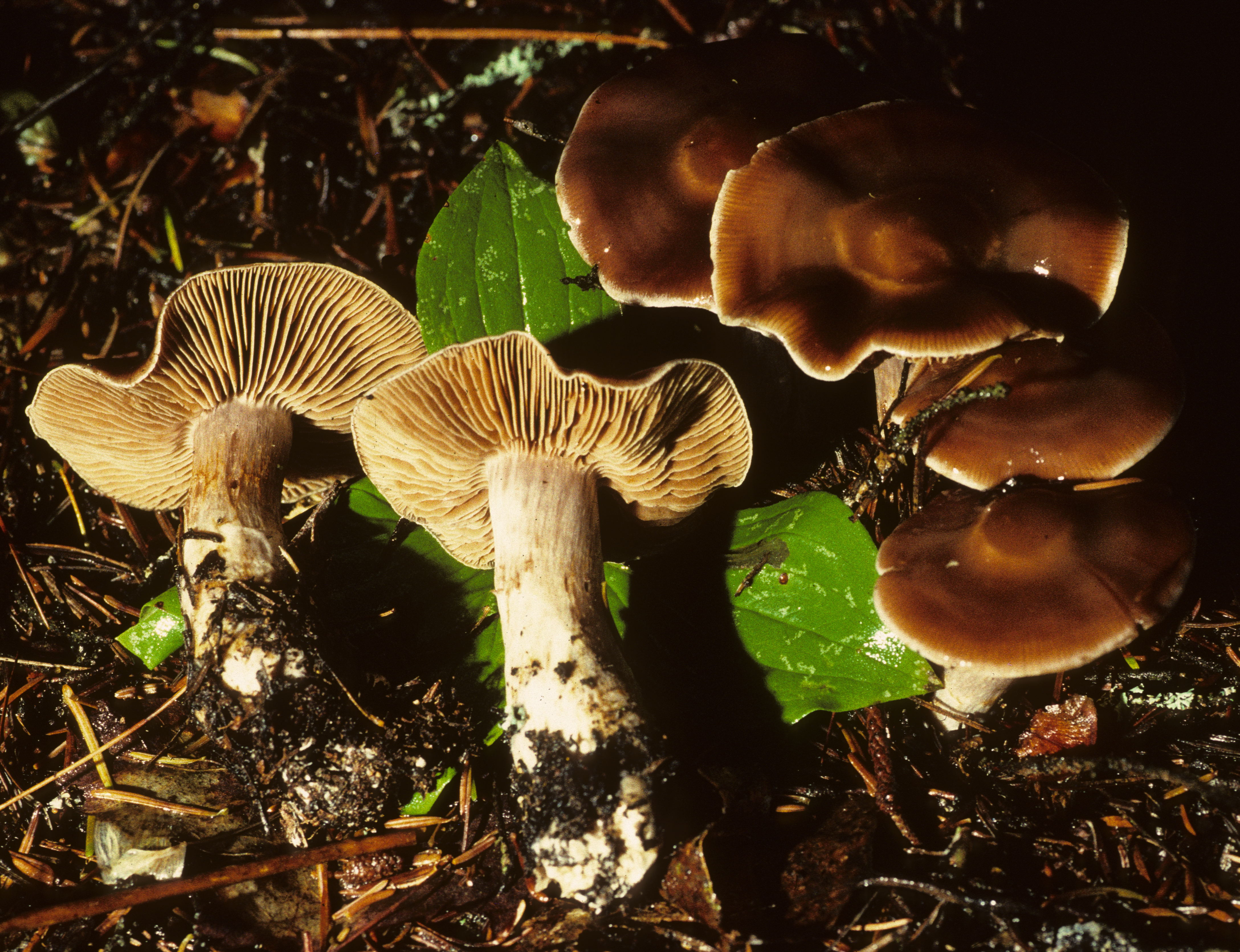
!Cortinarius illuminus sin. Cortinarius triformis!
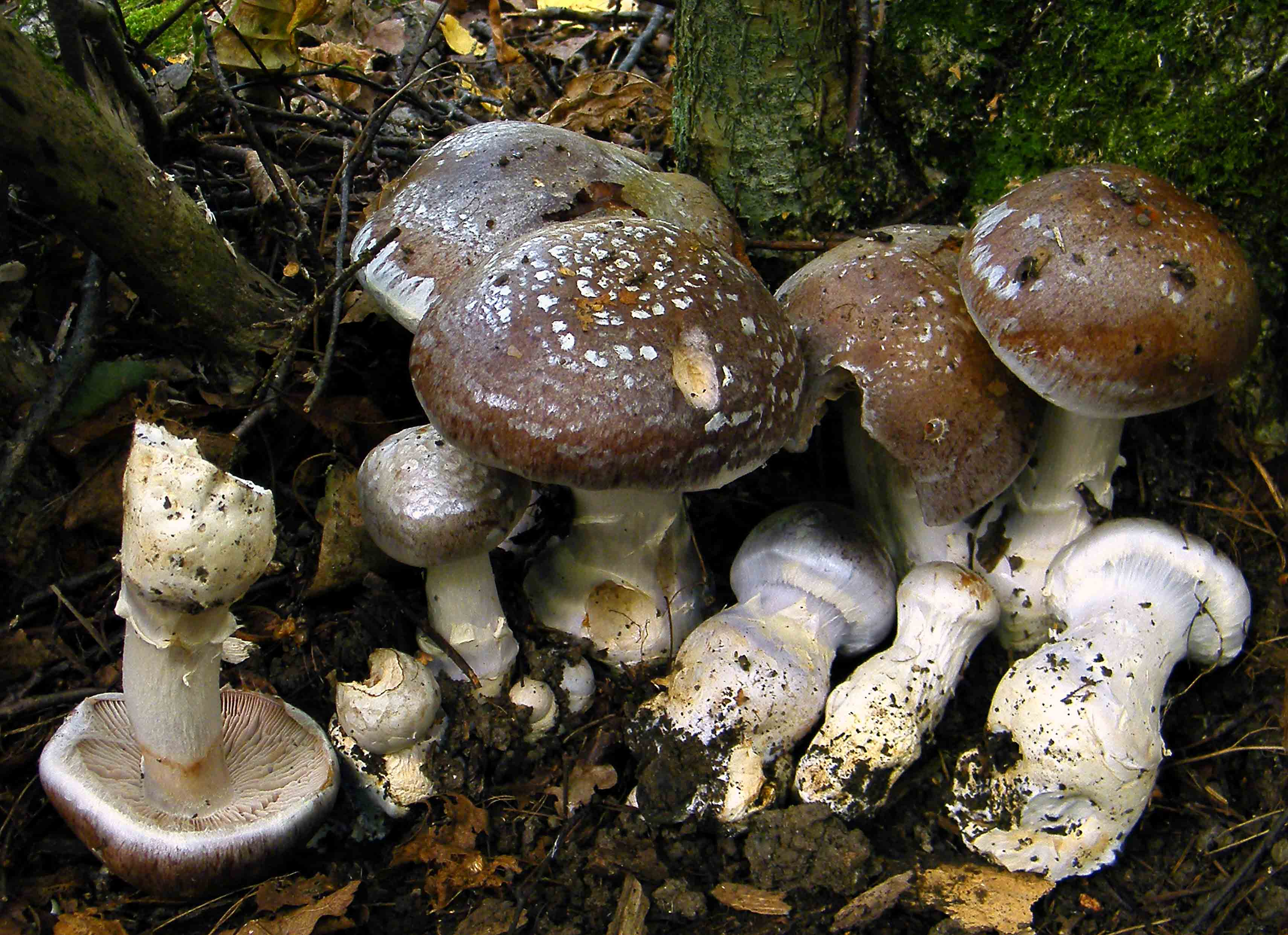
Cortinarius praestans
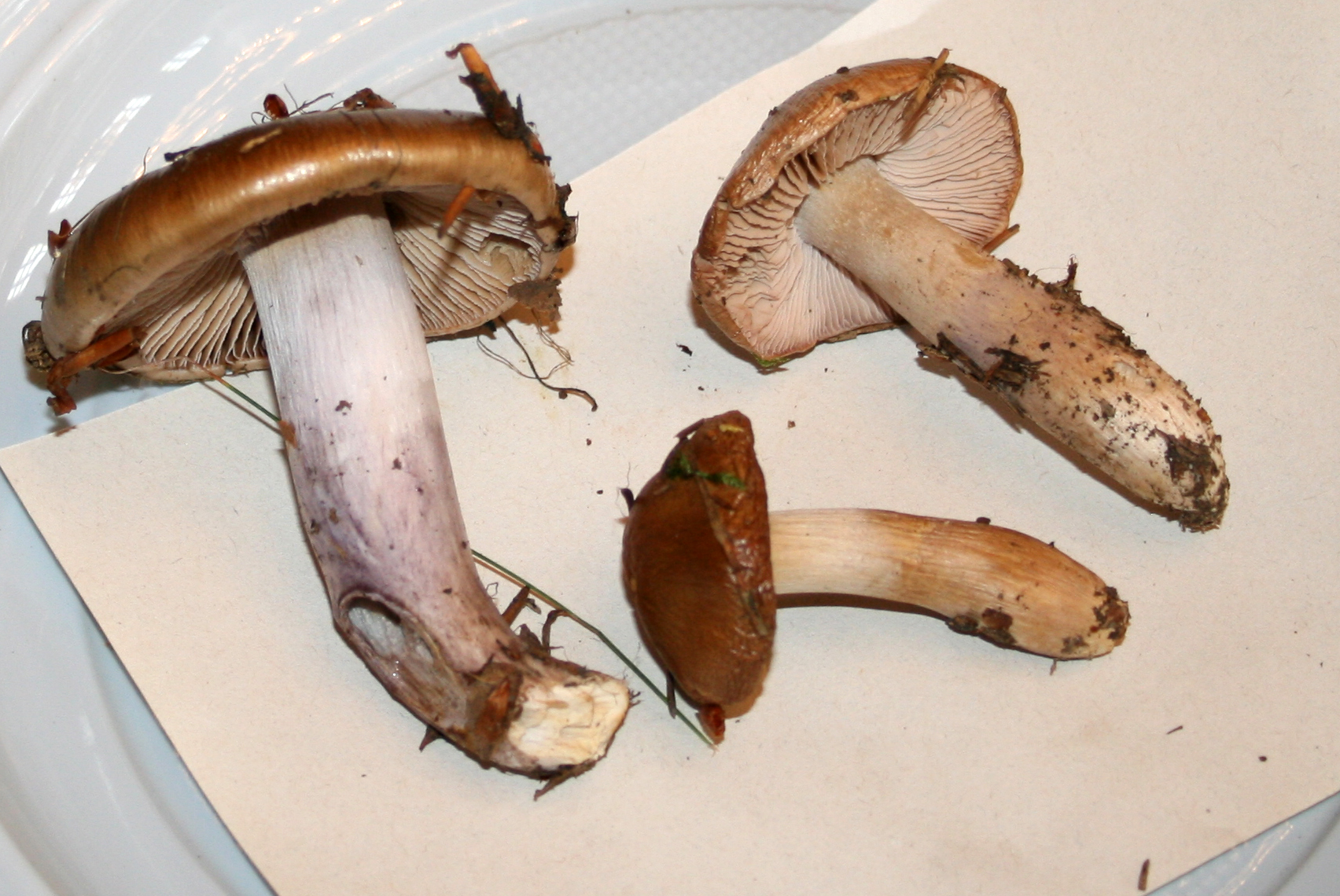
Cortinarius stillatitius
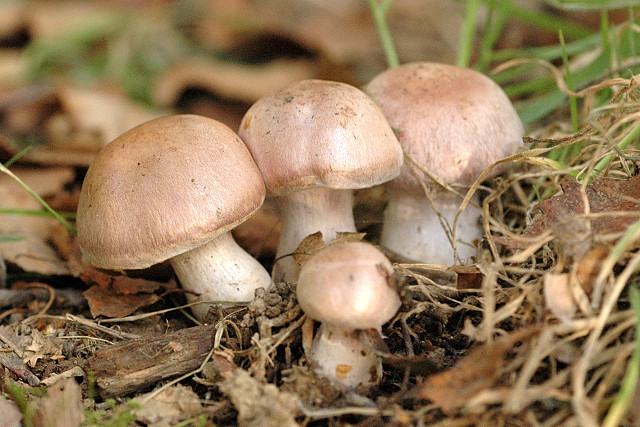
!Cortinarius subferrugineus!
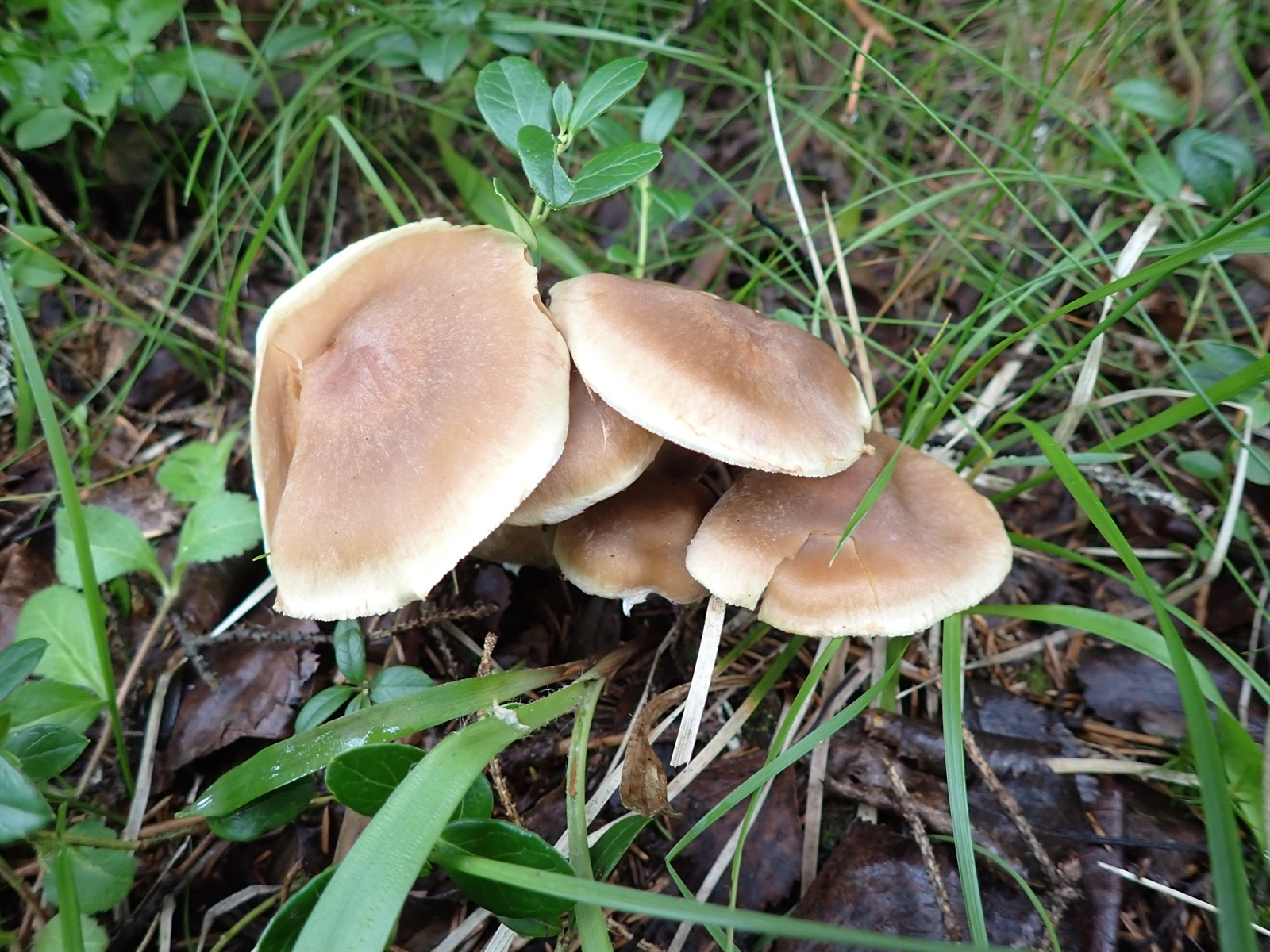
!Cortinarius triformis!

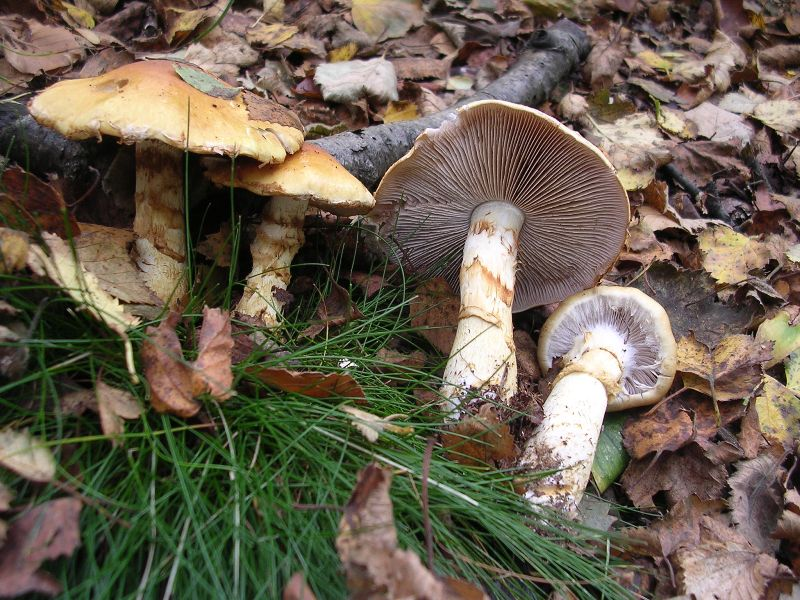
Cortinarius triumphans
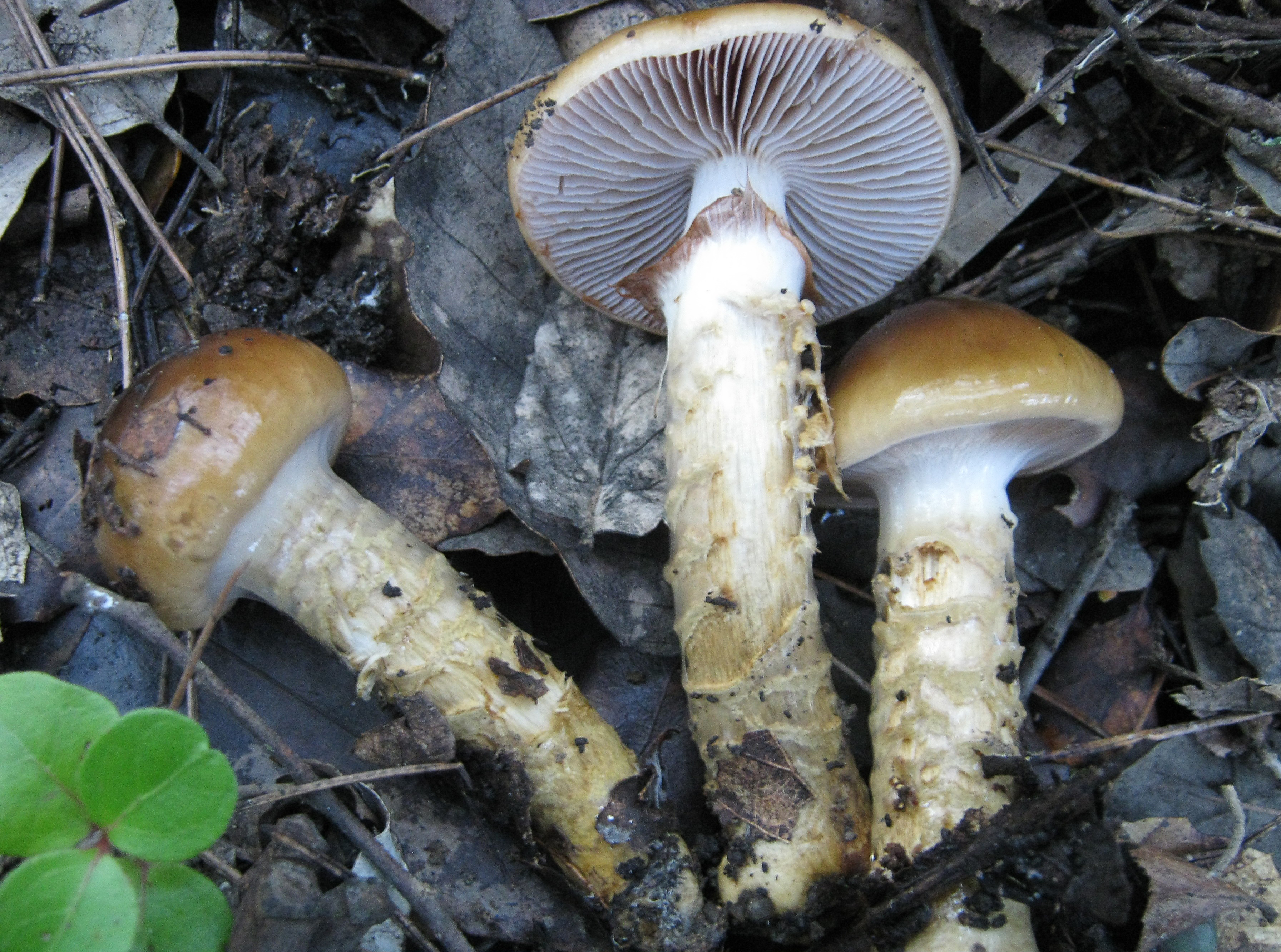
!Cortinarius trivialis!
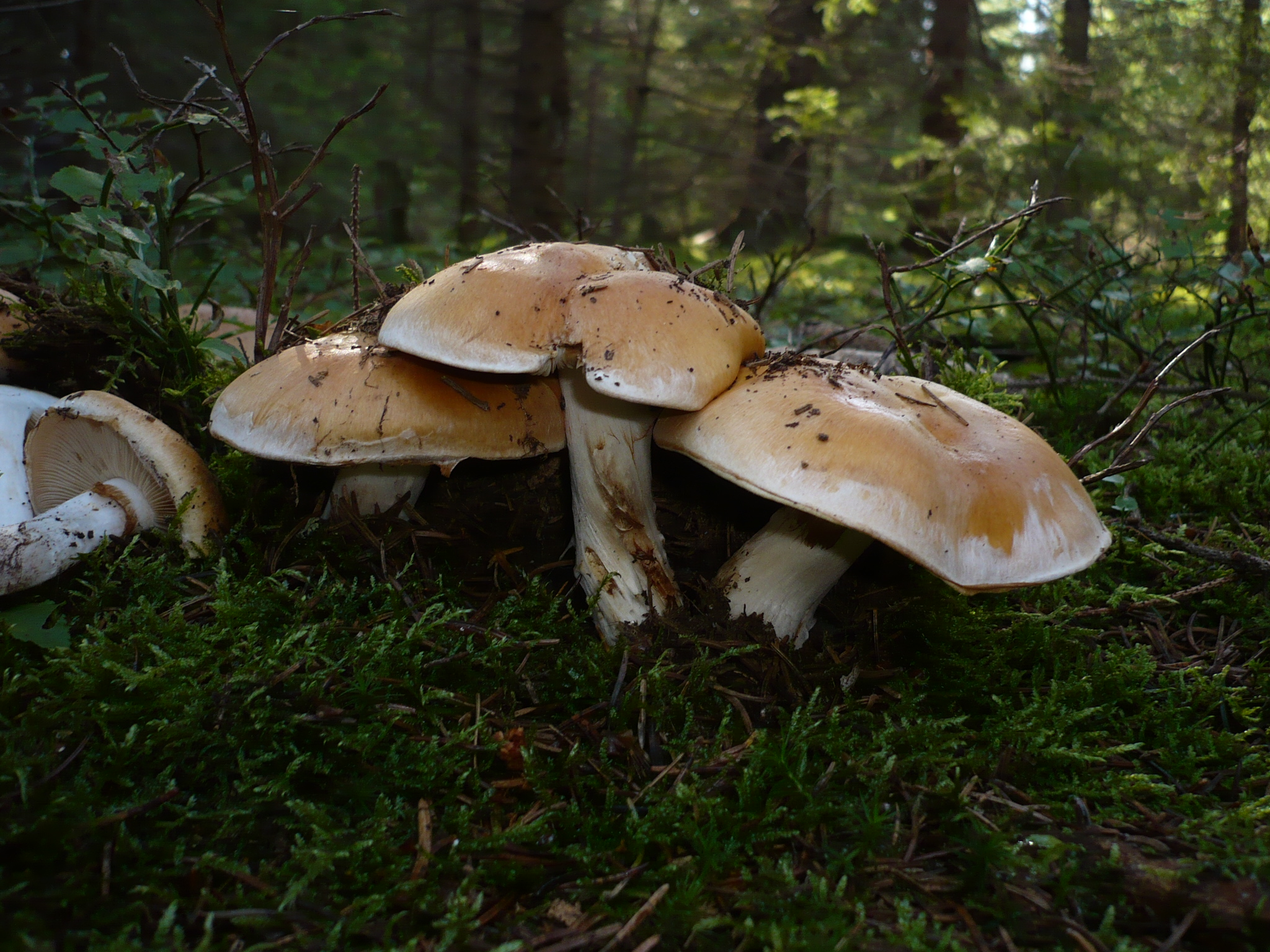
!Cortinarus turmalis!
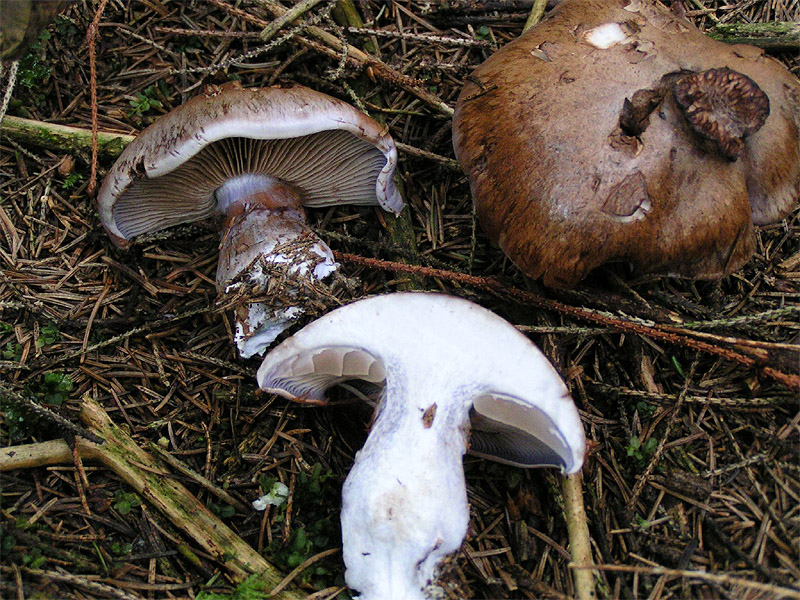
!Cortinarius variicolor!
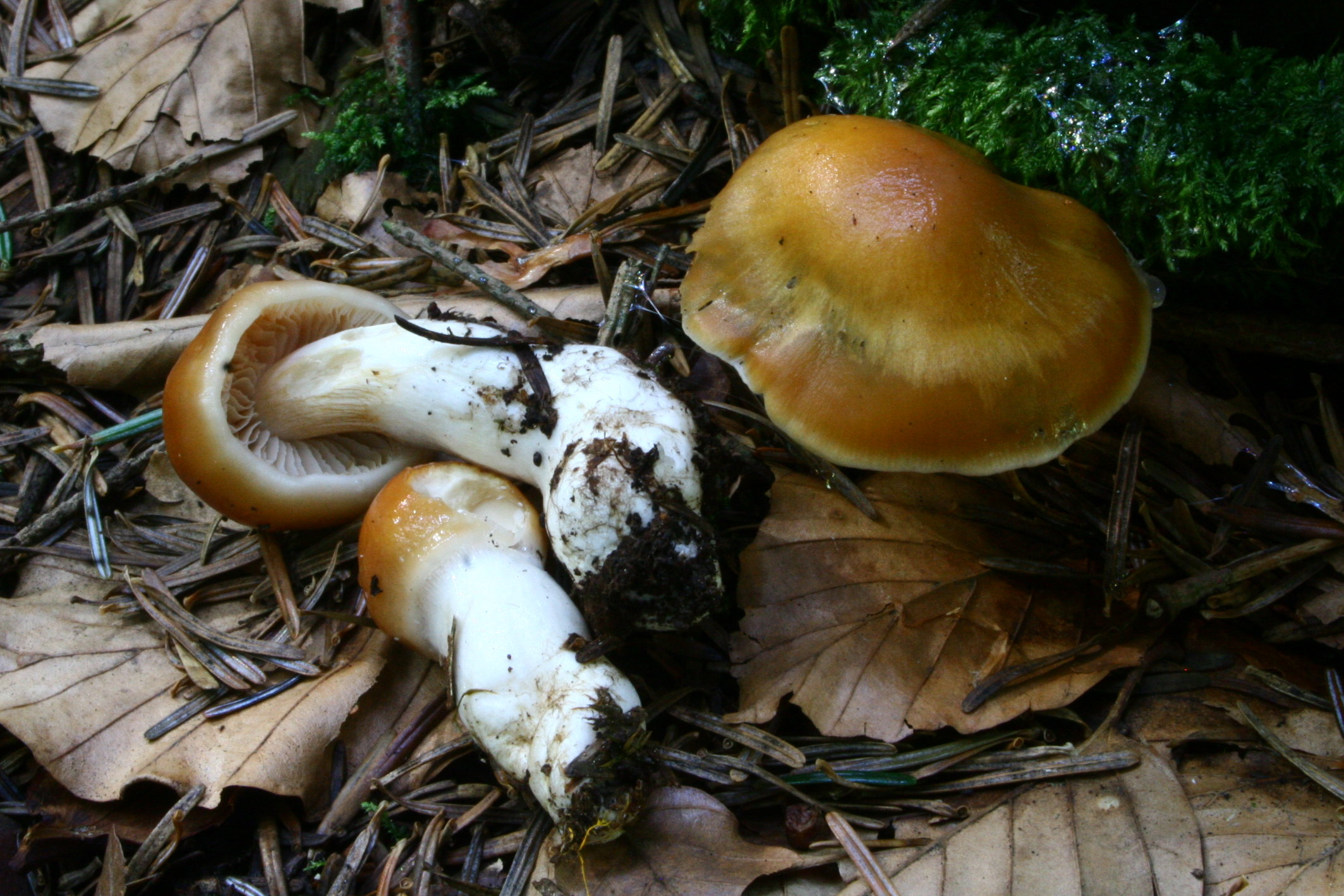
!Cortinarius vibratilis!

## Valorificare
Cortinarius largus este din cauza mirosului neplăcut necomestibil. 